# حصار البابليون للقدس
فرض الإمبراطور البابلي نبوخذ نصر الثاني حصاراً على القدس عاصمة مملكة يهوذا في الفترة ما بين عامي 589-587 قبل الميلاد خلال آخر الثورات اليهودية ضد بابل. استمر حصار البابليون للقدس لمدة 30 شهرًا قبل أن تسقط في أيدي البابليين الذين دمّروا المدينة بشكل منهجي وهدموا المعبد الأول، كما قاموا بحل مملكة يهودا وبنفي العديد من سكانها إلى بابل.
أصبحت يهوذا مملكة تابعة للإمبراطورية البابلية خلال أواخر القرن السابع قبل الميلاد. وفي عام 601 قبل الميلاد، ثار يهيواقيم ملك يهودا ضد الحكم البابلي على الرغم من التذاكر القوية للنبي إرميا. توفي يهيواقيم بعد ذلك لأسباب غير واضحة، وخلفه ابنه يهويا كين. في 597 قبل الميلاد حاصر البابليون القدس تحت قيادة ملك الإمبراطورية الجديدة في بابل نبوخذ نصر الثاني، واستسلمت المدينة، فنهبت وتم ترحيل يهويا كين والعديد من المواطنين البارزين لبابل، وتم تنصيب صدقيا عم يهويا كين كملك ليهوذا. قاد صدقيا في وقت لاحق ثورة ثانية بتشجيع من المصريين فتم إرسال جيش البابلي لاستعادة القدس.
تمكّن البابليون من الاستيلاء على القدس في 25 آب (أغسطس) عام 587 قبل الميلاد أو 18 تموز (يوليو) عام 586 قبل الميلاد، وقاموا بتدمبر المعبد الأول وأحرقوا المدينة، ثُم دمروا المستوطنات الصغيرة المحيطة بالمدينة، وتلك القريبة من الحدود الغربية للمملكة. حاول صدقيا الهرب وفقًا لرواية الكتاب المقدس ولكن قُبض عليه بالقرب من أريحا، وأُجبر على مشاهدة إعدام أبنائه في ريبل، ثم فقأت عينيه.
أدى تدمير القدس ومعبدها إلى أزمة دينية وروحية وسياسية تركت بصماتها في الأدب النبوي والتقاليد التوراتية، وانتهت مملكة يهوذا بضمها كمقاطعة تابعة للإمبراطورية البابلية مع مركزها في ميزبه، وتم نفي نخبة يهودا ومن بينهم أبناء سلالة النبي داود، إلى بابل. وبعد أن سقطت بابل في يد كورش الكبير مؤسس الإمبراطورية الأخمينية الفارسية في عام 539 قبل الميلاد، سمح لدوانس المنفيين بالعودة إلى صهيون وإعادة بناء القدس. تم الانتهاء من بناء المعبد الثاني في عام 516 قبل الميلاد.